# البنك اللبناني للتجارة
البنك اللبناني للتجارة (BLC BANK) من المصارف المالية في لبنان، ويضم اليوم 40 فرعا في مختلف الأراضي اللبنانية.

## تاريخيا
- في العام 2002 استحوذ المصرف المركزي اللبناني على 95% من اسهم البنك اللبناني للتجارة.
- في العام 2005، اشترى مجلس قطر الأعلى للشؤون الاقتصادية والاستثمار أسهم مصرف لبنان المركزي في بنك BLC SAL.
- في العام 2007 استحوذت مجموعة فرنسبنك اللبنانية، على غالب أسهم (البنك اللبناني للتجاري BLC)، وأصبحت تملك حوالي 97% من أسهمه.